# Improved Mobile Telephone Service

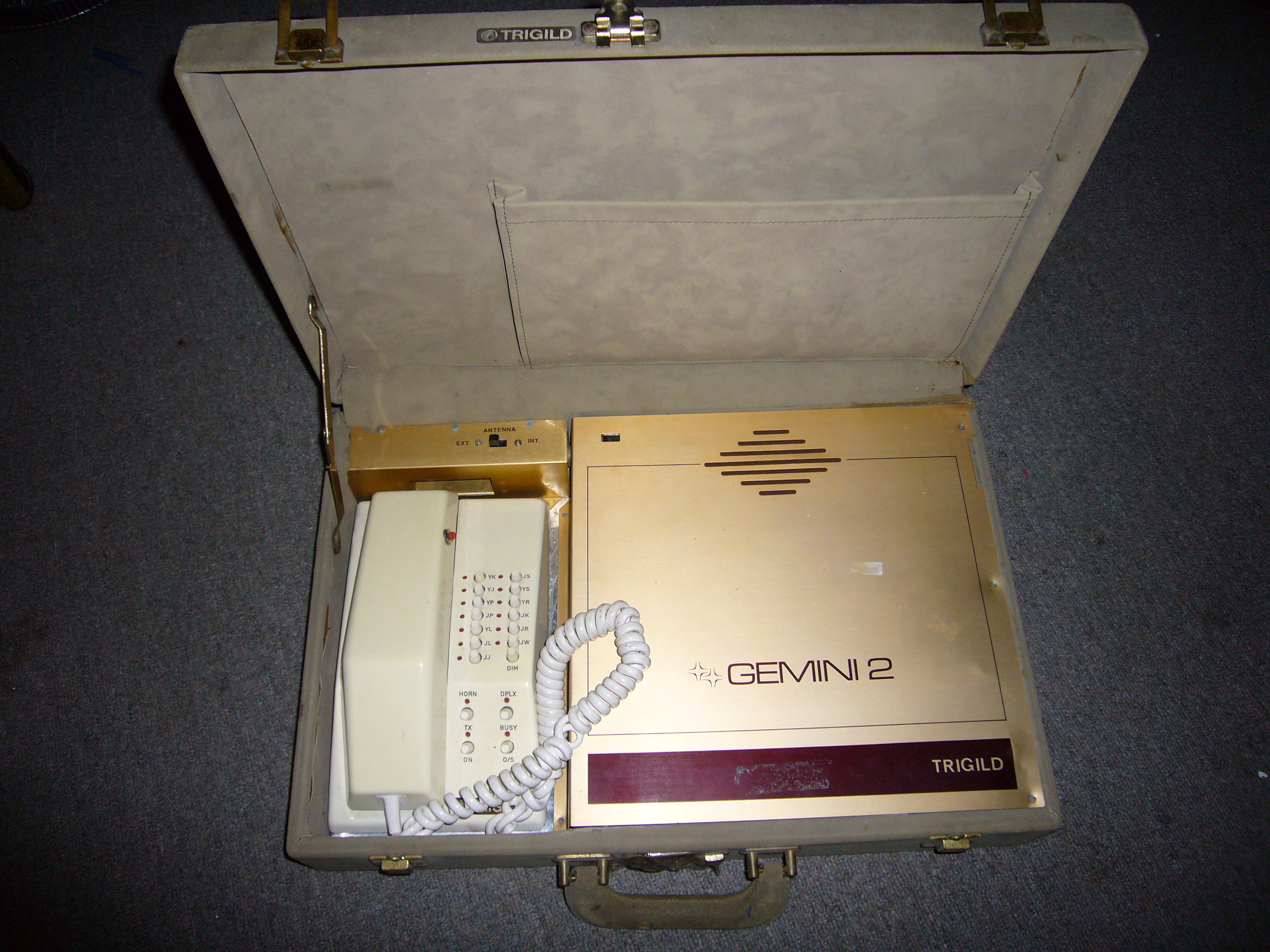
Trigild Gemini 2 - Modelo DM1-TP13, un "teléfono maletín" Servicio de Telefonía Móvil Mejorado o tambien conocido como IMTS (Improved Mobile Telephone Service)

El Improved Mobile Telephone Service (IMTS) (en castellano; Servicio de Telefonía Móvil Mejorado) es un sistema de radio VHF/UHF pre-celular (0G) que se vincula a las redes de telefonía fija. El ITMS fue lanzado en 1969 como un reemplazo al MTS, ofreciendo así discado directo sin necesidad de la intervención de los operadores.
Fue implementado en los años 60, con muy poco éxito. Pertenece a la generación 0 de sistemas de telefonía móvil, también conocida como 0G. 
Surge como necesidad de mejorar los sistemas anteriores, que emitían y recibían en la misma banda de frecuencia y, por ende, necesitaban pulsar un botón para alternar entre emisor y receptor. A estos sistemas se les conoce como sistemas push-to-talk y ya eran ampliamente usados por colectivos como taxistas y policías.
IMTS usaba un transmisor de muy alta potencia colocado en la cima de una montaña. Esto planteaba un problema claro: los nuevos sistemas IMTS se tenían que implantar muy lejos unos de otros para evitar las interferencias. Esta fue una de las razones de su fracaso.
A diferencia de los sistemas push-to-talk, IMTS no emitía y recibía en la misma banda de frecuencias. Esto eliminaba la necesidad de pulsar un botón para alternar la direccionalidad de la comunicación. IMTS ponía a disposición de los clientes 23 canales espaciados entre 150 y 450 MHz. Este número es obviamente ridículo para una población medianamente grande, por lo que solía ser costoso en tiempo el lograr obtener un tono de marcado. La pérdida de tiempo era un inconveniente muy grande, sobre todo para los colectivos especialmente interesados en el invento como policías y bomberos, y fue la puntilla final al sistema, que nunca tuvo una aceptación ni una implantación significativas.

## Aspectos técnicos
Los sistemas de telefonía móvil americanos originales incluían tres bandas, VHF Bajo (35-44 MHz, 9 canales), VHF Alto (152-158 MHz, 11 canales) y UHF (454-460 MHz, 12 canales). Aunque IMTS podía ser ofrecido en una, dos o las tres bandas, nunca fue ofrecido en VHF Bajo ya que era muy propenso a congestión e interferencia de red, problema que fue solucionado creando más torres para menos espacio e incrementando el número de celdas en dichas torres. La obvia desventaja es que se necesitaban más torres para suplir de cobertura a la misma área. Debido a eso, en algunos lugares los sistemas coexistían.
Las básicas operaciones de IMTS eran muy avanzadas en aquella época, considerando que los circuitos integrados no eran comunes. El teléfono con IMTS más común era el Motorola TLD-1100 Series que usaba dos tarjetas con circuitos de casi ocho pulgadas cuadradas, para realizar el escaneo del canal y el decodificado de los dígitos se utilizaban discretos transistores.
El teléfono originaba una señal de conexión, la celda respondía con el tono, el teléfono respondía con su identificación (un código de área y los últimos cuatro dígitos del número telefónico asignado al subscriptor) a veinte pulsos/segundo, luego el Teléfono enviaba el número discado y la celda conectaba la llamada con el otro subscriptor.

## Cobertura
Una radiobase generalmente cubría un área de 40-60 millas de diámetro. Este extenso rango se debía al gran poder de los transmisores y en algunos casos debido a antenas ubicadas a 200-500 pies de la superficie. Las radiobases en ciudades grandes tenían 11, 12 y hasta 13 canales mientras que en las zonas rurales sólo había 1 o 2. Cada conexión telefónica requería el uso exclusivo de un canal. Debido a esta limitación, los sistemas tenían una capacidad mucho más baja y que la red estuviese congestionada era una situación completamente común. En ciudades grandes esto ocasionó un número bastante limitado de llamadas simultáneas.

## Limitaciones
La tecnología IMTS limitó severamente el número total de subscriptores. En los 70s y a principios de los 80s, antes de la introducción de los teléfonos celulares, había listas de esperas de hasta tres años con personas que deseaban suscribirse al servicio de telefonía móvil. Esos subscriptores potenciales estaban esperando literalmente a que otros subscriptores cancelaran su suscripción al servicio para obtener un número de teléfono móvil y una suscripción al servicio.
Esas limitaciones sólo dieron un resultado: bajas ventas y baja producción de teléfonos con la tecnología IMTS, además de que éstos costaban de $2000 a $4000. La disponibilidad de los canales fue escasa aunque una llamada de un minuto tuviese un costo de $0.70 a $1.20 además del monto por suscripción que era de aproximadamente $100. Aún había algunos canales libres, pero igual era muy común "hacer cola" para usar un canal.